# 1150년

## 연호
- 남송(南宋) 소흥(紹興) 20년
- 금(金) 천덕(天德) 2년
- 일본(日本) 규안(久安) 6년
- 서하(西夏) 천성(天盛) 2년
- 리 왕조(李朝) 다이딘(大定) 11년

## 기년
- 남송(南宋) 고종(高宗) 24년
- 금(金) 해릉양왕(海陵煬王) 2년
- 고려(高麗) 의종(毅宗) 4년
- 서하(西夏) 인종(仁宗) 11년
- 리 왕조(李朝) 영종(英宗) 13년

## 탄생
- 로마 가톨릭교회의 교황 호노리오 3세

## 사망
- 1월 9일 - 금나라 황제 희종
- 크메르 제국의 데바라자 수리야바르만 2세